# Bir Ganduz
Bir Ganduz (arabiska: بئر كندوز; spanska: Bir Gandús; franska: Bir Gandouz) är en ort i den av Marocko kontrollerade delen av det omstridda området Västsahara.
Enligt Marockos administrativa indelning tillhör orten en landskommun med samma namn i provinsen Awsard. Denna kommun hade 4 625 invånare enligt Marockos folkräkning 2014.